# William Nicholson (Politiker)

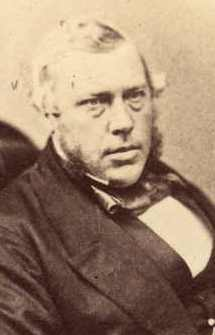
William Nicholson

William Nicholson (* 27. Februar 1816 in Whitehaven, Cumbria, England; † 10. März 1865 in St. Kilda, Melbourne, Victoria) war ein australischer Politiker, der unter anderem von 1859 bis 1860 Premierminister von Victoria war.

## Leben
William Nicholson wurde bei einer Nachwahl (By-election) im Wahlkreis „North Bourke“ am 2. November 1852 Mitglied des Victorian Legislative Council, des Oberhauses des Parlaments der britischen Kolonie Victoria, und gehörte diesem bis zu seinem zum 1. März 1856 an. Er wurde bei einer Nachwahl am 1. Januar 1859 im Wahlkreis „The Murray“ nunmehr Mitglied der Victorian Legislative Assembly, des Unterhauses des Parlaments, und gehörte dieser bis zum 1. August 1859 an. Zwei Monate später wurde er am 1. Oktober 1859 wieder Mitglied der Legislativversammlung und vertrat in dieser bis zum 1. August 1864 den Wahlkreis „Sandridge“.
Am 27. Oktober 1859 wurde Nicholson als Nachfolger von John O’Shanassy  Premier von Victoria (Premier) und übernahm in seinem Kabinett bis zu seiner Ablösung durch Richard Heales am 26. November 1860 zugleich den Posten des Chefsekretärs (Chief Secretary).

## Hintergrundliteratur
- W. Kelly: Life in Victoria, Band 1, London 1859
- H. G. Turner: A History of the Colony of Victoria, Band 2, London 1904
- Don Garden: Victoria: A History, Thomas Nelson, Melbourne 1984
- Kathleen Thompson, Geoffrey Serle: A Biographical Register of the Victorian Parliament, 1856–1900, Australian National University Press, Canberra, 1972
- Raymond Wright: A People's Counsel. A History of the Parliament of Victoria, 1856–1990, Oxford University Press, Melbourne, 1992